# Bellevalia wendelboi
Bellevalia wendelboi är en sparrisväxtart som beskrevs av Maassoumi och Jafari. Bellevalia wendelboi ingår i släktet Bellevalia och familjen sparrisväxter.
Artens utbredningsområde är Iran. Inga underarter finns listade i Catalogue of Life.